# Luwana Quitiquit
Luwana Quitiquit (Pomo, 13 de noviembre de 1941-23 de diciembre de 2011) fue una administradora, activista y cestera nativa americana. Durante la Ocupación de Alcatraz, trabajó como cocinera proporcionando comida a los que vivían en la isla. Fue administradora de varias organizaciones indígenas de California. Posteriormente, se convirtió en una conocida fabricante de muñecas, cestera, joyera y maestra de artesanía pomo. En 2008, ella y su familia fueron expulsados del Robinson Rancheria of Pomo Indians of California. Luchó contra esta expulsión alegando que tenía motivaciones políticas y lo hizo hasta su muerte. Póstumamente, en 2017, su membresía, así como la de los demás miembros de su familia, se restableció en el primer caso conocido en el que una tribu revoca su decisión de cancelar la membresía sin que haya una sentencia judicial.

## Biografía
Luwana Kay Quitiquit nació el 13 de noviembre de 1941 en Isleton, condado de Sacramento, California, hija de Marie (de soltera Boggs) y Claro A. Quitiquit. Su madre era una pomo del este y miembro de la ranchería Robinson de los indios pomo de California. Su padre era de Caoayan, en la provincia de Ilocos Sur de Filipinas. Toda su familia trabajaba en la agricultura en el delta del río Sacramento-San Joaquín. Asistió a la Escuela Primaria David Bixler en Tracy, California y se graduó de la Escuela Secundaria Tracy Joint Union.

## Carrera
Después de su graduación, Quitiquit comenzó a trabajar como secretaria en la Universidad de California, Berkeley. En noviembre de 1969, llevó a sus hijos, Alan y Christina Harrison, y Tyrone A. Douglas (1966–2004), navegando desde Sausalito, California hasta la isla de Alcatraz.  Participaron en la Ocupación de Alcatraz y junto con Linda Aranaydo (Muscogee Creek), Quitiquit proporcionó alimentos a las personas que vivían en la isla. Mientras estaba en Alcatraz, conoció a Edward D. Castillo (Luiseño - Cahuilla), un activista y miembro de la junta directiva inicial de los  Indians of All Tribes, con quien luego se casaría y tendría una hija, Suelumatra. Quitiquit y sus hijos se quedaron en la isla hasta que terminó la ocupación en 1971.
Después de asistir a cursos en la Universidad de California, Riverside, Quitiquit completó su licenciatura en la Universidad de California, Berkeley en 1977. Durante su formación, comenzó a recibir lecciones de cestería de Mabel McKay, último miembro sobreviviente de la tribu de la nación Cache Creek Pomo y un fabricante de canastas Pomo de renombre mundial. Para llegar a la casa de McKay en Niza, California, Quitiquit tuvo que viajar más de 80 millas. Después de completar sus estudios, Quitiquit se mudó a San Bernardino, California y se convirtió en directora ejecutiva del Centro Indígena de San Bernardino y en 1979 trabajó en la Oficina de Planificación de Justicia Criminal en Sacramento.
A principios de la década de 1980, Quitiquit dirigía la organización Economic Advancement for Rural Tribal Habitats (EARTH) en Ukiah, que se centraba en el desarrollo económico de los indios americanos que vivían en el condado de Lake, California, y en áreas alrededor de Mendocino y Sonoma.  Trabajó para obtener subvenciones estatales y federales para ayudar en proyectos de infraestructura comunitaria para Coyote Valley Reservation y Hopland, Laytonville, Manchester-Point Arena, Robinson y Upper Lake Rancherias. Desde 1986 hasta 2009 representó a Robinson Rancheria en el InterTribal Sinkyone Wilderness Council. El consejo fue diseñado para conservar y proteger 7100 acres de tierra recuperada de Georgia Pacific Corporation y que finalmente se dividió al otorgar 3300 acres al Parque Estatal Sinkyone Wilderness y los 3800 acres restantes al consorcio de 10 grupos tribales reconocidos a nivel federal. Debido a la necesidad de plantas nativas para hacer cestas tradicionales, trabajó para establecer jardines y transmitir su conocimiento de las plantas nativas a los miembros más jóvenes de la tribu.
Simultáneamente con su trabajo en el consejo, Quitiquit trabajó en Redwood Valley, California como subdirectora del Proyecto de Salud Tribal Consolidado y participó en seminarios educativos. Su visión del bienestar de los nativos incluía no solo la salud física y mental, sino también los lazos con las tradiciones artísticas y culturales. Cuando se jubiló, Quitiquit comenzó a trabajar y exhibir sus artesanías con más regularidad. Aunque más conocida por su cestería y tejidos de cuna, también produjo muñecas hechas de bellotas y joyas hechas de abulón tradicional, cuentas, nueces y conchas. Quitiquit organizó un sistema para formar a los tejedores pomo y preservar la artesanía tradicional. Usando su experiencia pidiendo subvenciones, pudo conseguir fondos para poner en marcha cursos de formación tanto sobre tejido como en la recolección de materiales tradicionales necesarios para llevar a cabo el oficio. Enseñó a un miembro de cada una de las siete tribus pomo del condado de Lake, quienes a su vez formaron a otros. También gestionó la Galería de Bellas Artes Pomo en Lucerna para brindar a los artistas nativos un lugar en el,que comercializar sus obras.

## Desafiliación
En 2008, Quitiquit y toda su familia fueron despedidos de la membresía tribal en Robinson Rancheria. La cancelación de la inscripción se produjo a raíz de una disputa que la presidenta de la tribu, Tracey Avila lo describió como la eliminación de miembros que habían sido incorrectamente,registrados. Ávila declaró que si bien los miembros expulsados eran sin duda indios americanos, creía que habían sido registrados en la tribu equivocada. Quitiquit sostenía que el problema tenía que ver con unas elecciones controvertidas, en la que su familia había apoyado a Eddie "EJ" Crandall, que ganó la elección pero cuya victoria fue anulada pco o resultado de una reclamación iniciada por Ávila de que debería ser eliminado de la membresía. y quedó inhabilitado para presentarse a las elecciones.
Como resultado de las desafiliaciones, Quitiquit y su familia perdieron sus beneficios tribales de vivienda, atención médica, trabajo, beneficios educativos y lazos culturales, así como pensiones de jubilación y servicios de comidas para ancianos. Trabajó para recaudar fondos para presentar una batalla legal contra la terminación de la membresía. En 2010, la Oficina de Asuntos Indígenas se negó a intervenir, afirmando que la cuestión de la membresía tribal era una decisión de gobierno interno. Después de la sentencia, el Consejo Tribal convocó un Tribunal Tribal en 2011 para evaluar las órdenes de desalojo de los miembros de la familia. Durante los juicios, Quitiquit murió y su familia prometió continuar la lucha por reincorporación a su tribu.

## Muerte y legado
Quitiquit murió el 23 de diciembre de 2011 en su casa en Niza, condado de Lake, California. En 2012, el Tribunal Tribal emitió avisos de desalojo para su familia y póstumamente para Quitiquit. En 2015, Crandall fue elegido presidente de la tribu y dirigió una campaña para readmitir a los miembros que habían sido expulsados de la tribu. Dos años más tarde, bajo su liderazgo, el Consejo Tribal votó para reincorporar a todos los miembros de la familia Quitiquit y a otros que habían sido expulsados de la tribu en 2008. La reincorporación fue el primer caso conocido en el país en el que una tribu revocó su decisión sobre una expulsión sin esperar a que hubiera una sentencia.